# Radosław Kamiński
Radosław Kamiński (sinh ngày 28 tháng 9 năm 1989) là một cầu thủ bóng đá người Ba Lan.

## Sự nghiệp câu lạc bộ
Radosław Kamiński đã từng chơi cho Fujieda MYFC.